# Nuevo Raya Caracol
Nuevo Raya Caracol är en ort i Mexiko.   Den ligger i kommunen Playa Vicente och delstaten Veracruz, i den sydöstra delen av landet, 400 km sydost om huvudstaden Mexico City. Nuevo Raya Caracol ligger 68 meter över havet och antalet invånare är 420.
Terrängen runt Nuevo Raya Caracol är platt. Runt Nuevo Raya Caracol är det mycket glesbefolkat, med 4 invånare per kvadratkilometer. Närmaste större samhälle är Abasolo del Valle, 19,6 km nordväst om Nuevo Raya Caracol. Omgivningarna runt Nuevo Raya Caracol är en mosaik av jordbruksmark och naturlig växtlighet.